# Gesik
Gesik is een bestuurslaag in het regentschap Cirebon van de provincie West-Java, Indonesië. Gesik telt 5547 inwoners (volkstelling 2010).